# 하남성 (베트남)
하남성(베트남어: tỉnh Hà Nam / 省河南)은 베트남의 오래된 지방이다. 2025년 6월 12일, 하남성 성이 닌빈성 편입되었다.

## 역사
고고학적 결과에 따르면, 수천년 전 초기 신석기 시대와 호아빈 문화, 박선 문화의 배경 문화와 도기를 가진 원시인이 하남성에 등장했다고 한다. 또한 초기 금속시대부터 인구 붐으로 인해 저지대에서는 수도 재배에 나섰을 가능성도 있다. 그들은 북쪽 삼각주를 개척한 선구자로 여겨진다.
흥왕(雄王) 시대부터 하남땅은 현재 부빈현의 자오치에 있었으며, 쩐 왕조 하에서 현재의 동도 국도에 속하는 쩌우란난(Chau Lan Nanh)이라는 명칭이 있었다.
1624년경, 레 왕조 통치기에, 트엉 응우옌 카이(Tuong Nguyen Kai)가 현재의 푸리시 중심지인 선남 마을로 수도를 이전하였다.
응우옌 왕조가 등장하는 1832년, 민망 황제는 현 단위에서 바꾸었고, 하노이 아래의 리로 바꾸었다.
1890년 10월 리년은 하남성으로 개칭되었다. 1908년 10월 20일, 인도차이나 총독은 남딘성의 부반과 트웅 응우옌의 17개 사를 목목현으로 편입하는 포고령을 내렸다. 하노이 푸쑤옌현이 쥬이띠엔현으로 바꿔 하남성을 형성하였다.
1965년 4월, 하남성은 남딘성과 합병되어 남하성이 되었다. 1975년 12월, 남하성은 닌빈과 합병하여 하남닌성을 형성하였고, 1992년에는 남하와 닌빈이 다시 분리되었다. 1996년 11월 하남성이 재설립되었다.

## 지리
225억만년 전 하남성, 남딘성, 타이빈성과 닌빈성의 전체 땅 여전히 바다 바닥 아래 깊숙이 침전되어 있었다. 쥬라기나 이른 백악기의 끝에서, 지각 운동은 하남성, 남딘성과 닌빈의 현재 3개 성을 석회암 지역을 만들다. 암석 산맥의 대부분은 다이강 우안에 위치해 있다. 좌안에도 매우 격렬한 움직임이 있었다.
하남성의 지형은 서쪽에서 동쪽으로 경사져 있다. 하남성의 서쪽 지역(낌방현 대부분)은 산악 지형을 가지고 있다. 동쪽은 저지대가 많다.

## 행정 구역
1개의 타운과 5개의 현으로 구성되어 있다.

### 시
- 푸리시 (Thành Phố Phủ Lý/ 府里市)

### 시사
- 주이띠엔 시사 (Duy Tiên/ 維先市社)
- 낌방 시사 (Kim Bảng/ 金榜市社)

### 현
- 빈룩현 (Bình Lục/ 平陸縣)
- 낌방현 (Kim Bảng/ 金榜縣)
- 리년현 (Lý Nhân/ 里仁縣)
- 타인리엠현 (Thanh Liêm/ 淸廉縣)

## 인구 통계
인구 조사에 따르면 하남에는 802,200명이 살고 있으며, 홍강 삼각주에는 인구의 3.8%를 차지하고 있으며, 인구밀도는 954명/km2이다. 인구의 83.3%는 농촌에, 16.7%는 도시 지역에 살고 있다. 도시 인구는 주로 푸리시와 호아막방, 동반방, 꾸에 시진, 빈쭈방, 빈미방, 끼엔케방에 살고 있다. 1999년의 자연 인구 증가율은 1.5%이다. 또한 80만 명이 거주하는 홍강 삼각주 중 인구가 가장 적은 지역이다. 2018년 현재 하남성의 도시화율은 37%이다.
2019년 4월 1일 기준으로, 하남성은 204,053명에 이르는 7개의 다른 종교를 가지고 있다. 대부분의 가톨릭 신자들로 114,689명이며, 불교가 89,277명으로 그 뒤를 따르고 있다. 개신교와 같은 다른 종교는 79명이고, 민리도는 3명이 있는데, 호아하오교와 히에우 응이어(好義道)에는 각각 2명이 있고, 1명은 까오다이교이다.

## 같이 보기
- 홍강 삼각주